# Індирцьке сільське поселення
Інди́рцьке сільське поселення (рос. Индырчское сельское поселение) — муніципальне утворення у складі Янтіковського району Чувашії, Росія. Адміністративний центр — присілок Індирчі.

## Населення
Населення — 1194 особи (2019, 1446 у 2010, 1522 у 2002).

## Склад
До складу поселення входять такі населені пункти:
| Населений пункт    | Населення, осіб (2002) | Населення, осіб (2010) |
| ------------------ | ---------------------- | ---------------------- |
| Індирчі, присілок  | 674                    | 676                    |
| Октябр, виселок    | 25                     | 8                      |
| Тенеєво, присілок  | 344                    | 287                    |
| Уразліно, присілок | 479                    | 475                    |